# Acis fabrei
Acis fabrei är en amaryllisväxtart som först beskrevs av Pierre Ambrunaz Quézel och Girerd, och fick sitt nu gällande namn av Lledó, A.P.Davis och Manuel Benito Crespo. Acis fabrei ingår i släktet Acis och familjen amaryllisväxter.
Artens utbredningsområde är Frankrike. Inga underarter finns listade i Catalogue of Life.

## Bildgalleri

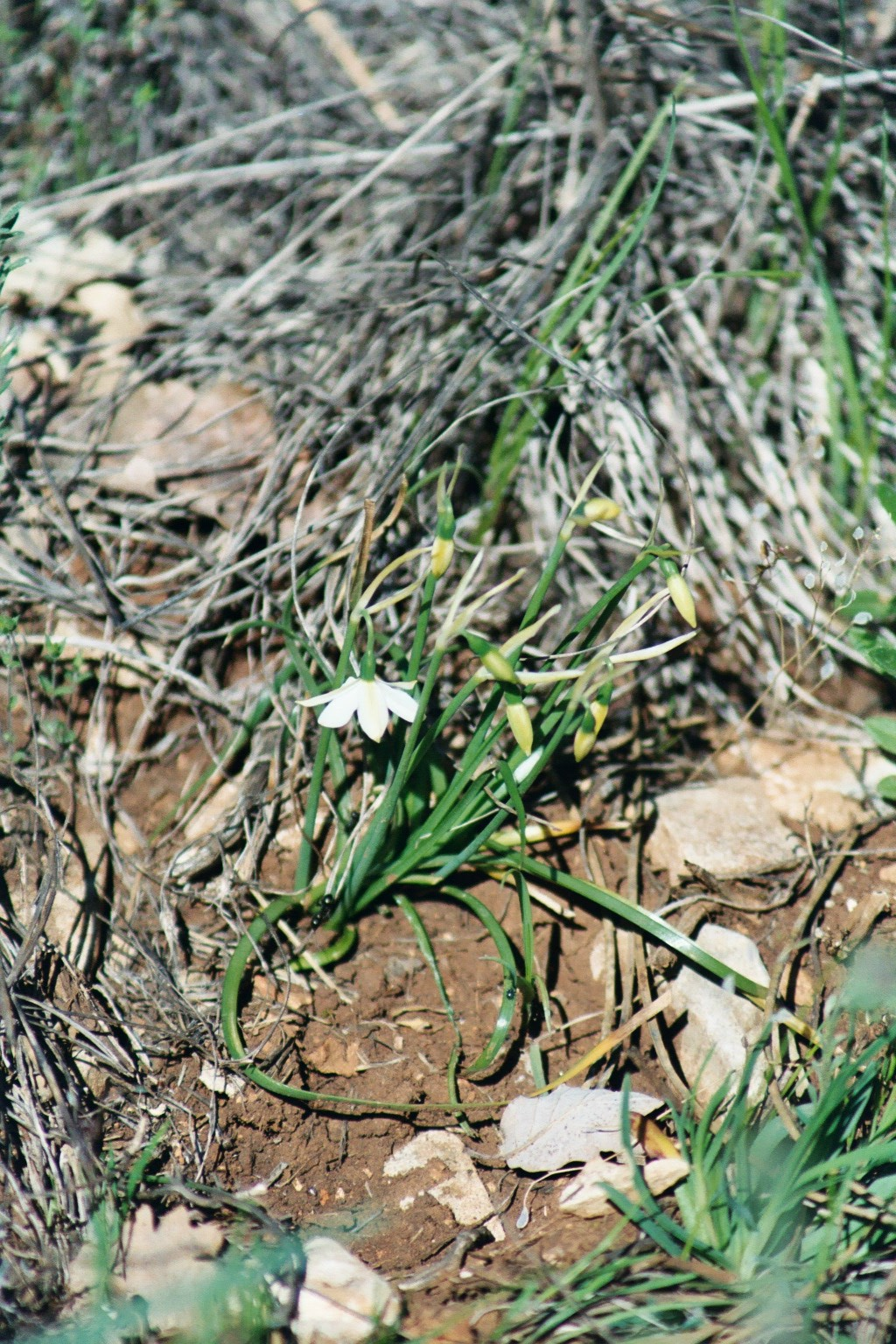
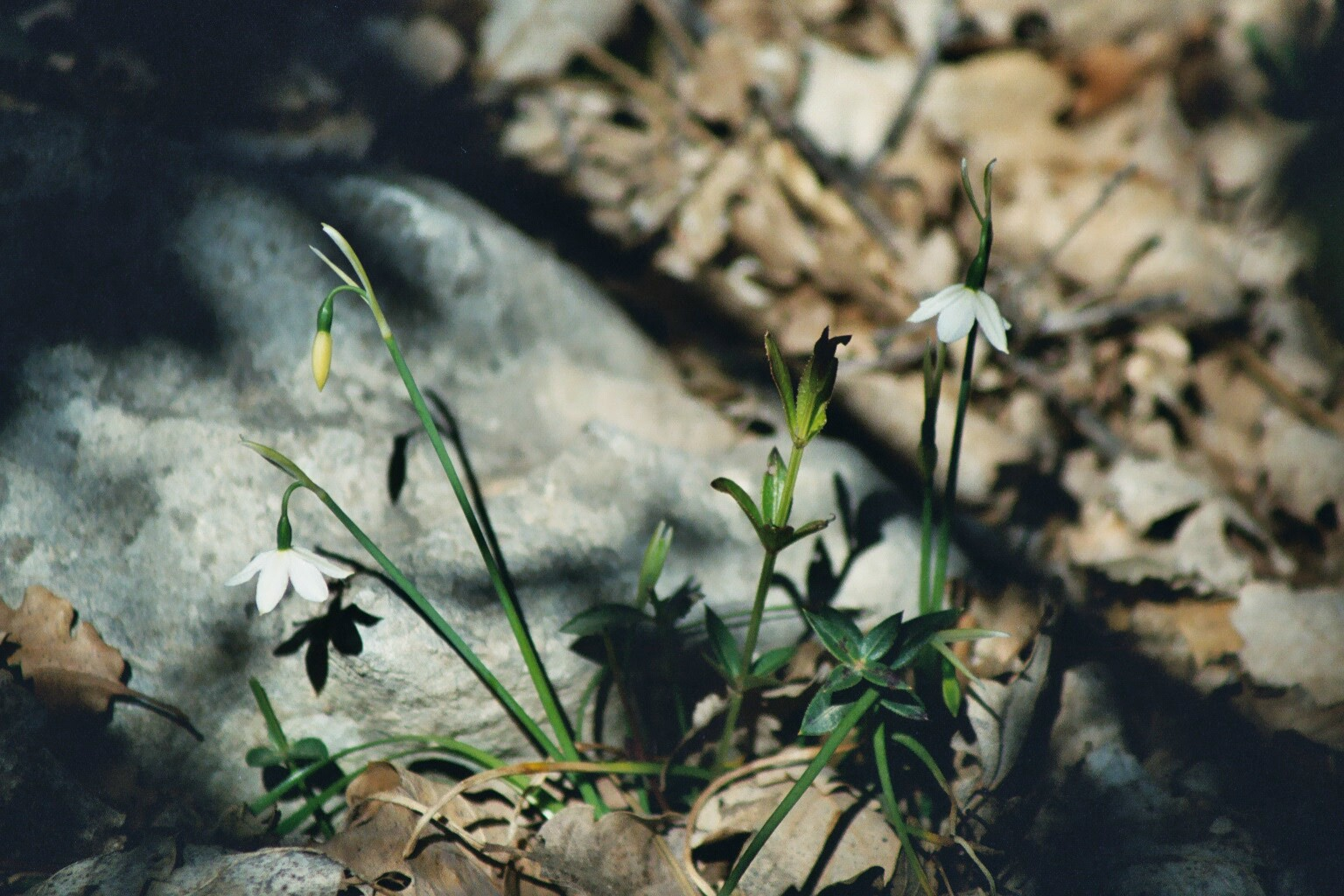